# Berenguer III de Guillem
Berenguer III de Guillem (Berenguer de Guilhem en occità) (1240 - ?), senyor de Clarmont d'Alvèrnia-Lodeva fou un militar occità al servei del rei de França.
El 1285, comandant un estol francès durant la Croada contra la Corona d'Aragó, amb el que controlava la costa fins a Blanes, va incendiar Sant Martí d'Empúries però dies més tard fou derrotat per un estol català, tot i la superioritat numèrica, a la batalla naval de Sant Feliu de Guíxols pels almiralls catalans Ramon Marquet Rubí i Berenguer Mallol.
Fill de Berenguer II de Guillem i casat el 1306 amb Mathilde de Goth, va tenir dos fills, Alasie de Guillem, i Berenguer IV de Guillem, qui el va succeir com a senyor de Clarmont d'Alvèrnia i Lodeva